# Divisões administrativas em 1957
Nesta página encontrará referências aos acontecimentos directamente relacionados com a regiões administrativas ocorridos durante o ano de 1957.

## Eventos
- 4 de Novembro - Comemoração do centenário do município de São Carlos.
- 3 de Dezembro - Adoção da Bandeira do Rio Grande do Norte.

## Mortes
| Data | Nome | Profissão | Nacionalidade | Observações | Ref |
| ---- | ---- | --------- | ------------- | ----------- | --- |